# Arthur MacArthur jr.
Arthur MacArthur Jr. (Springfield (Massachusetts), 2 juni 1845 – Milwaukee, 5 september 1912) was een Amerikaanse generaal. Van 1900 tot 1901 was Arthur MacArthur Jr. de militaire gouverneur van de Filipijnen. Hij was de vader van Douglas MacArthur.

## Militaire loopbaan
Union Army
- First Lieutenant: 4 augustus 1862
- Major: 25 januari 1864
- Brevet Lieutenant Colonel: 13 maart 1865
- Brevet Colonel: 13 maart 1865
- Lieutenant Colonel: 18 mei 1865
- Mustered out of Volunteer service: 10 juni 1865
- Colonel: 13 juni 1865

United States Army
- Second Lieutenant: 23 februari 1866
- First Lieutenant: 24 februari 1866
- Captain: 28 juli 1866
- Major: 1 juli 1889
- Lieutenant Colonel: May 26, 1896
- Brigadier General of Volunteers: 27 mei 1898
- Major General of Volunteers: 13 augustus 1898
- Brigadier General (Regular Army): 2 januari 1900
- Major General: 5 februari 1901
- Lieutenant General: 15 september 1906

- Gemeinsame Normdatei: 119251795
- International Standard Name Identifier: 0000 0000 3161 4583
- Library of Congress Control Number: n94037088
- National Archives and Records Administration: 10573771
- SNAC: w60p119j
- Virtual International Authority File: 57420542
- WorldCat: E39PBJr3BcPb6mMxYm4dKCbmVC